# Século LXV a.C.
O século LXV é um numero ou ano romano 65

## Eventos

### Oriente Médio
- O Período de al-Ubaid começou abruptamente no leste da Arábia e na península de Omã em 6.500 a.C.